# Caenorhinus smaragdinus
Caenorhinus smaragdinus is een keversoort uit de familie Rhynchitidae. De wetenschappelijke naam van de soort is voor het eerst geldig gepubliceerd in 1935 door Voss.